# Muzeum Prowincji Ojców Bernardynów w Leżajsku
Muzeum Prowincji Ojców Bernardynów w Leżajsku – muzeum z siedzibą w Leżajsku. Placówka jest prowadzona przez ojców Bernardynów, a jego siedzibą są pomieszczenia leżajskiego zespołu kościoła i klasztoru Bernardynów.
Projekt powstania muzeum został zatwierdzony przez zakonna kongregację prowincjalną w 1960 roku, natomiast jego otwarcie w 1971 roku. Jego organizatorem i pierwszym dyrektorem został o. Kajetan Grudziński, który pełnił tę funkcję do śmierci w 1996 roku. Jego następcą został o. Efrem Obruśnik.

W piętnastu pomieszczeniach usytuowanych w południowo-zachodniej części zabudowań klasztornych zgromadzono zabytki, pochodzące z bernardyńskich świątyń, położonych na terenach utraconych po II wojnie światowej oraz z innych klasztorów prowincji (Lwów, Sokal, Zbaraż, Gwoździec, Husiatyn, Krystynopol oraz Kalwaria Zebrzydowska, Kraków, Tarnów, Opatów, Łęczyca, Skępe i Radecznica). Wśród zbiorów znajdują się obrazy i rzeźby o tematyce religijnej, przedmioty kultu religijnego (ornaty, misjonaria), portrety sarmackie oraz ilustrowane manuskrypty z biblioteki zakonnej, liczącej ok. 24 000 woluminów.
Muzeum jest obiektem całorocznym, czynnym codziennie. Zwiedzanie odbywa się po uprzednim uzgodnieniu z opiekunami zbiorów.